# Zirkulierende freie DNA
Zirkulierende freie DNA (engl. circulating free DNA, cfDNA) bezeichnet DNA, die außerhalb von Zellen in der Blutzirkulation vorkommt.

## Eigenschaften
DNA kommt im Blutkreislauf in geringen Konzentrationen als Abbaurest von Zellen vor. Bei manchen Erkrankungen ist die DNA-Konzentration erhöht, z. B. bei verschiedenen Arten von Krebs. cfDNA wird daher in der Liquid Biopsy als Biomarker zur Diagnostik verwendet. Im Gegensatz zur üblicherweise verwendeten Biopsie von Geweben kann cfDNA durch eine Blutentnahme gewonnen werden, weshalb diese Methode weniger invasiv ist. Werden bei einer DNA-Sequenzierung der cfDNA bestimmte Mutationen gefunden, ist dies ein Hinweis auf bestimmte Krebsarten. Die Konzentration mutierter DNA wird zur Verlaufskontrolle untersucht. Weiterhin können in unterschiedlichen Bereichen eines Tumors unterschiedliche Kombinationen an Mutationen vorkommen, die bei einer Gewebebiopsie übersehen werden können.
cfDNA kann auch im Zuge einer Pränataldiagnostik untersucht werden. Weiterhin wird cfDNA auch bei Transplantationen und Autoimmunerkrankungen untersucht.
| Prinzip                  | Methode                    |
| ------------------------ | -------------------------- |
| PCR basiert              | Nested qPCR                |
| PCR basiert              | ARMS / Scorpion PCR        |
| PCR basiert              | PCR - SSCP                 |
| PCR basiert              | Mutant allele specific PCR |
| PCR basiert              | Massenspektrometrie        |
| PCR basiert              | Bi-PAP-A amplification     |
| Digital PCR              | BEAMing                    |
| Digital PCR              | Droplet-based digital PCR  |
| Digital PCR              | Microfluidic digital PCR   |
| Targeted Deep sequencing | SafeSeq                    |
| Targeted Deep sequencing | TamSeq                     |
| Targeted Deep sequencing | Ion-AmpliSeq               |
| Targeted Deep sequencing | CAPP-Seq                   |
| Targeted Deep sequencing | OnTarget                   |
| Genomsequenzierung       | Digital karyotyping        |
| Genomsequenzierung       | PARE                       |